# 251
251 (CCLI) je bilo navadno leto, ki se je po julijanskem koledarju začelo na sredo.

## Dogodki
- 1. januar

## Smrti
- Decij, rimski cesar (+ okoli 201)
- Herenij Etrusk, rimski cesar (+ okoli 227)
- Hostilijan, rimski cesar (* okoli 230)